# MLB 12: 더 쇼
MLB 12: 더 쇼(MLB 12: The Show)는 메이저 리그 베이스볼 게임으로, 《MLB: 더 쇼 시리즈》 중 하나이다. SCE 샌디에이고 스튜디오가 개발하고, 소니 컴퓨터 엔터테인먼트가 배급하였다. 플레이스테이션 3용, 플레이스테이션 비타용으로, 2012년 3월 6일 북아메리카에서 발매되었다. 미국판에서는 보스턴 레드삭스의 아드리안 곤살레스가, 캐나다에서는 토론토 블루제이스의 호세 바우티스타가 게임 커버이다. 시리즈 중 처음으로 플레이스테이션 2, 플레이스테이션 포터블로 발매하지 않았으며, 플레이스테이션 비타로 처음 발매하였다.

## 평가
| 평론 점수 평론사 점수 PS 비타 PS3 디스트럭토이드 8.5/10 [ 1 ] 7.5/10 [ 2 ] 게임 인포머 8/10 [ 3 ] 8.75/10 [ 4 ] 게임 레볼루션 N/A [ 5 ] 게임스팟 6.5/10 [ 6 ] 7.5/10 [ 7 ] 게임트레일러스 N/A 9.2/10 [ 8 ] 게임존 N/A 8/10 [ 9 ] IGN 8/10 [ 10 ] 8.5/10 [ 11 ] Joystiq [ 12 ] [ 12 ] OPM (UK) 8/10 [ 13 ] 10/10 [ 14 ] PSM 8/10 [ 15 ] 9/10 [ 16 ] 411Mania 7.5/10 [ 17 ] 8/10 [ 18 ] New York Post N/A A- [ 19 ] 통합 점수 메타크리틱 76/100 [ 20 ] 87/100 [ 21 ] |         |         |
| 평론 점수 |         |         |
| 평론사 | 점수    | 점수    |
| 평론사 | PS 비타 | PS3     |
| 디스트럭토이드 | 8.5/10  | 7.5/10  |
| 게임 인포머 | 8/10    | 8.75/10 |
| 게임 레볼루션 | N/A     | [ 5 ]   |
| 게임스팟 | 6.5/10  | 7.5/10  |
| 게임트레일러스 | N/A     | 9.2/10  |
| 게임존 | N/A     | 8/10    |
| IGN | 8/10    | 8.5/10  |
| Joystiq | [ 12 ]  | [ 12 ]  |
| OPM (UK) | 8/10    | 10/10   |
| PSM | 8/10    | 9/10    |
| 411Mania | 7.5/10  | 8/10    |
| New York Post | N/A     | A-      |
| 통합 점수 |         |         |
| 메타크리틱 | 76/100  | 87/100  |